# Mimoclystia griveaudi
Mimoclystia griveaudi là một loài bướm đêm trong họ Geometridae.